# 한울초등학교 (충남)
한울초등학교는 대한민국 충청남도 홍성군에 있는 공립 초등학교이다.

## 연혁
- 2016년 9월 1일 : 개교